# Антоцеротопсиди
Квіткорогопсиди (Anthocerotopsida) — клас мохоподібних рослин відділу антоцеротовидні (Anthocerotophyta). Це переважно рослини з пластинчастим розгалуженим таломом, недиференційованим на тканини.

## Класифікація
Включає наступні порядки:
- Антоцеротові (Anthocerotales)
- Dendrocerotales(інші мови)
- Notothyladales
- Phymatocerotales(інші мови)